# Tortula longifolia
Tortula longifolia là một loài rêu trong họ Pottiaceae. Loài này được (Griff.) Mitt. mô tả khoa học đầu tiên năm 1859.